# Предраг Ранђеловић (фудбалер, 1990)
Предраг Ранђеловић (Ниш, 20. марта 1990) македонски је фудбалер, који тренутно наступа за ГАИС.

## Каријера
Ранђеловић је прошао фудбалску школу београдског Партизана, а своје прве сениорске утакмице одиграо је у Телеоптику, филијали тог клуба. Касније је наступао за скопски Вардар, Јагодину, Минск, Далкурд и Вернамо. Почетком 2019. године потписао је за ГАИС.

## Репрезентација
Ранђеловић је рођени Нишлија, а држављанство тадашње Македоније добио је док је наступао у тој држави. Он је потом дебитовао за младу репрезентацију у августу 2012, а нешто касније исте године и за сениорски национални тим.

## Трофеји и награде
Вардар
- Прва лига Македоније (2): 2011/12, 2012/13.[3]